# A Pedra Arde
Livro infanto-juvenil de Eduardo Galeano, escrito sobre uma ideia de Arkadi Gaidar e com ilustrações de Luis Ignacio de Horna. 
Publicado originalmente em 1980, na Espanha, pela Lóguez Ediciones, com o título "La Piedra Arde". No Brasil, foi lançado pela Edições Loyola em 1983.
Recebeu prêmio de livro de interesse infantil do Ministério da Cultura em 1980 na Espanha.
Em agosto de 2008 o livro ganhou uma versão digital pela editora Adrastea.